# Olympische Sommerspiele 1972/Teilnehmer (Israel)
| Gelbes Symbol für Goldmedaillen mit stilisierten Olympischen Ringen | Graues Symbol für Silbermedaillen mit stilisierten Olympischen Ringen | Braundes Symbol für Bronzemedaillen mit stilisierten Olympischen Ringen |
| ------------------------------------------------------------------- | --------------------------------------------------------------------- | ----------------------------------------------------------------------- |
| —                                                                   | —                                                                     | —                                                                       |

Israel nahm bei den Olympischen Sommerspielen 1972 in München zum sechsten Mal an Olympischen Spielen teil. Das Land entsandte 14 Sportler.
Am 5. September 1972 wurde die israelische Mannschaft von der palästinensischen Terrororganisation Schwarzer September überfallen. Bei der Geiselnahme und dem gescheiterten Befreiungsversuch fanden elf Mitglieder des israelischen Teams, darunter fünf Athleten den Tod (markiert mit „†“). Am 6. September 2017 wurde als Erinnerungsstätte für die Getöteten der Erinnerungsort Olympia-Attentat im Olympiapark München eingeweiht.

## Teilnehmer nach Sportarten

### Leichtathletik
Männer
- Shaul Ladany
50 km Gehen: 19.

Frauen
- Esther Roth
100 m: Halbfinale
100 m Hürden: Vorläufe

### Fechten
Männer
- Dan Alon
Florett: Achtelfinale
- Yehuda Weissenstein
Florett: Achtelfinale

### Gewichtheben
- David Berger †
Leichtschwergewicht: ermordet
- Ze'ev Friedman †
Bantamgewicht: 12., ermordet
- Yossef Romano †
Mittelgewicht: Wettkampf nicht beendet, ermordet

### Ringen
- Eliezer Halfin †
Leichtgewicht, Freistil: Gruppenphase, ermordet
- Mark Slavin †
Mittelgewicht, griechisch-römisch: ermordet
- Gad Tsobari
Papiergewicht, Freistil: Gruppenphase

### Schießen
- Henry Herscovici
Kleinkaliber liegend: 23.
Kleinkaliber Dreistellungskampf: 46.
- Zelig Shtorch
Kleinkaliber liegend: 57.

### Schwimmen
Frauen
- Shlomit Nir
100 m Brust: Vorläufe
200 m Brust: Vorläufe

### Segeln
- Yair Michaeli
Flying Dutchman: Wettkampf abgebrochen
- Itzhak Nir
Flying Dutchman: Wettkampf abgebrochen